# Lophorhothon atopus
Il loforoton (Lophorhothon atopus) è un dinosauro erbivoro vissuto nel Cretacico superiore negli Stati Uniti sudorientali.

## Il dinosauro dell'Alabama
I resti di questo dinosauro poco conosciuto, descritto da Langston nel 1960, sono stati rinvenuti per la prima volta negli anni '40, in strati del Campaniano, presso la città di Selma (Alabama). Altri resti sono stati poi rinvenuti nella Carolina del Nord. Il nome Lophorhothon significa "naso crestato, dal greco "lophos" (cresta) e "rhothon" (naso).

## Esemplare giovane
L'olotipo, ospitato nelle collezioni del Field Museum di Chicago, consiste in un teschio frammentario e disarticolato e in uno scheletro postcranico largamente incompleto. La lunghezza dell'animale, quasi sicuramente un giovane, è stimata in 4,5 metri. Alcuni pensano che un esemplare adulto dell'animale possa aver raggiunto la lunghezza di 15 metri, ma la stima è probabilmente eccessiva, anche se alcuni resti di dinosauri forse simili a Lophorhothon, rinvenuti negli Stati Uniti orientali (Ornithotarsus e Hypsibema) potrebbero essere appartenuti ad animali giganteschi.

## Iguanodonte o adrosauro?
La classificazione di questo dinosauro è alquanto dubbia, a causa della scarsità del materiale rinvenuto. Langston, nel 1960, avvicinò Lophorhothon agli adrosauridi a testa piatta. In particolare, parentele sono state proposte con i generi Saurolophus e Prosaurolophus, del Nordamerica occidentale; altri paleontologi supposero una sinonimia con quest'ultimo genere. Più tardi, nel 1998, Lamb riclassificò questo misterioso animale come un iguanodonte, probabilmente una forma relitta sopravvissuta in una zona del Nordamerica rimasta isolata dal resto del continente. Tuttavia, questa idea (già di per sé poco accettata) è stata rigettata dal lavoro di Horner, Weishampel e Forster, che nel 2004 classificarono Lophorhothon come un adrosauro primitivo, il sister taxon di tutti gli altri adrosaurini. Una successiva ridescrizione del genere (Gates e Lamb, 2021) lo colloca, invece, tra gli adrosauromorfi, al di fuori della famiglia Hadrosauridae.